# SA8000
SA8000 là một hệ thống các tiêu chuẩn trách nhiệm giải trình xã hội để hoàn thiện các điều kiện làm việc cho người lao động tại các doanh nghiệp, trang trại hay văn phòng, do Social Accountability International (SAI) phát triển và giám sát. Hướng dẫn cụ thể để thực hiện hay kiểm tra các tiêu chuẩn xã hội theo SA8000 có sẵn tại trang chủ của tổ chức này (SA8000 Lưu trữ ngày 22 tháng 8 năm 2005 tại Wayback Machine). SAI cũng đưa ra chương trình tập huấn SA8000 và các tiêu chuẩn làm việc cho các nhà quản lý, công nhân và các nhà kiểm tra tiêu chuẩn xã hội. Tổ chức này cũng hoạt động trong vai trò của nhà môi giới trung gian để cấp phép và giám sát các tổ chức kiểm tra chính sách xã hội nhằm cấp chứng chỉ cho những người (doanh nghiệp) sử dụng lao động đạt tiêu chuẩn SA8000 cũng như hướng dẫn để các doanh nghiệp đó phát triển phù hợp với các tiêu chuẩn tương tác đã đưa ra.
SA8000 dựa trên Tuyên ngôn thế giới về quyền con người, Công ước quốc tế về quyền trẻ em của Liên hợp quốc và một loạt các công ước khác của Tổ chức lao động quốc tế (ILO). SA8000 bao gồm các lĩnh vực sau của trách nhiệm giải trình:
- Lao động trẻ em: Bao gồm các vấn đề liên quan đến lao động của trẻ em dưới 14 (hoặc 15 tuổi tùy theo từng quốc gia) và trẻ vị thành niên 14(15)-18.
- Lao động cưỡng bức: Bao gồm các vấn đề liên quan đến lao động tù tội, lao động để trả nợ cho người khác v.v
- An toàn và sức khỏe tại nơi làm việc: Các quy định về vận hành, sử dụng máy móc thiết bị, các điều kiện về môi trường như độ chiếu sáng, độ ồn, độ ô nhiễm không khí, nước và đất, nhiệt độ nơi làm việc hay độ thông thoáng không khí, các theo dõi-chăm sóc y tế thường kỳ và định kỳ (đặc biệt các chế độ cho lao động nữ), các trang thiết bị bảo hộ lao động mà người lao động cần phải được có để sử dụng tùy theo nơi làm việc, các phương tiện thiết bị phòng cháy-chữa cháy cũng như hướng dẫn, thời hạn sử dụng, các vấn đề về phương án di tản và thoát hiểm khi xảy ra cháy nổ, an toàn hóa chất (MSDS).
- Quyền tham gia các hiệp hội: Công đoàn, nghiệp đoàn
- Phân biệt đối xử: Các vấn đề về phân biệt đối xử theo các tiêu chuẩn tôn giáo-tín ngưỡng, dân tộc thiểu số, người nước ngoài, tuổi tác, giới tính. Tiêu chuẩn SA8000 không cho phép có sự phân biệt đối xử.
- Kỷ luật lao động: Các vấn đề liên quan đến các hình thức kỷ luật được phép và không được phép (đánh đập, roi vọt, xỉ nhục, đuổi việc, hạ bậc lương, quấy rối tình dục v.v)
- Thời gian làm việc: Nói chung được đưa ra tương thích với các tiêu chuẩn trong bộ Luật lao động của từng quốc gia cũng như các tiêu chuẩn của ILO về thời gian làm việc thông thường, lao động thêm giờ, các ưu đãi về thời gian làm việc đối với lao động nữ (trong hay ngoài thời kỳ thai sản và nuôi con nhỏ dưới 12 tháng tuổi).
- Lương và các phúc lợi xã hội khác (bảo hiểm xã hội, bảo hiểm y tế v.v)
- Quản lý doanh nghiệp: Các vấn đề về quản lý của giới chủ, bao gồm các vấn đề liên quan đến quyền được khiếu nại của người lao động và nghĩa vụ phải trả lời hay giải đáp khiếu nại của chủ.
- Quan hệ cộng đồng: Bao gồm quan hệ với các tổ chức, cơ quan khác hay dân cư trong khu vực.

Chi phí giám định để có thể cấp chứng chỉ cho một doanh nghiệp, trang tại hay văn phòng nào đó dao động theo quy mô và lực lượng lao động được sử dụng. Nó có thể lên tới 10.000-12.000 USD cho các xí nghiệp lớn (thời giá 2005).
Năm 2005, Clean Clothes Campaign Lưu trữ ngày 18 tháng 6 năm 2006 tại Wayback Machine thông báo đã phát hiện các chứng cứ cho thấy có sự vi phạm lặp lại các tiêu chuẩn SA8000 tại một số xí nghiệp đã có chứng chỉ SA8000 do tổ chức kiểm tra các tiêu chuẩn xã hội trung gian cấp.